# Ellignies-Sainte-Anne
Ellignies-Sainte-Anne (en picard : Égnies) est une section de la commune belge de Belœil située en Wallonie picarde dans la province de Hainaut. C'était une commune à part entière avant la fusion des communes de 1977.

## Géographie

### Situation
Village à prédominance agricole, Ellignies-Sainte-Anne s'étend sur une altitude variant de 53 m dans la Forêt de Belœil à 87 m dans les champs situés au sud-ouest du territoire.
Il abrite une partie de la Forêt de Belœil, reconnue pour son statut de SGIB (Site de Grand Intérêt Biologique).
Le village est également traversé par la route N526, qui s'étend du nord-ouest, à la frontière avec le village de Tourpes, jusqu'à l'est, à proximité du château de Belœil.

## Évolution démographique
- Sources : INS, Rem. : 1831 jusqu'en 1970 = recensements, 1976 = nombre d'habitants au 31 décembre.

## Galerie

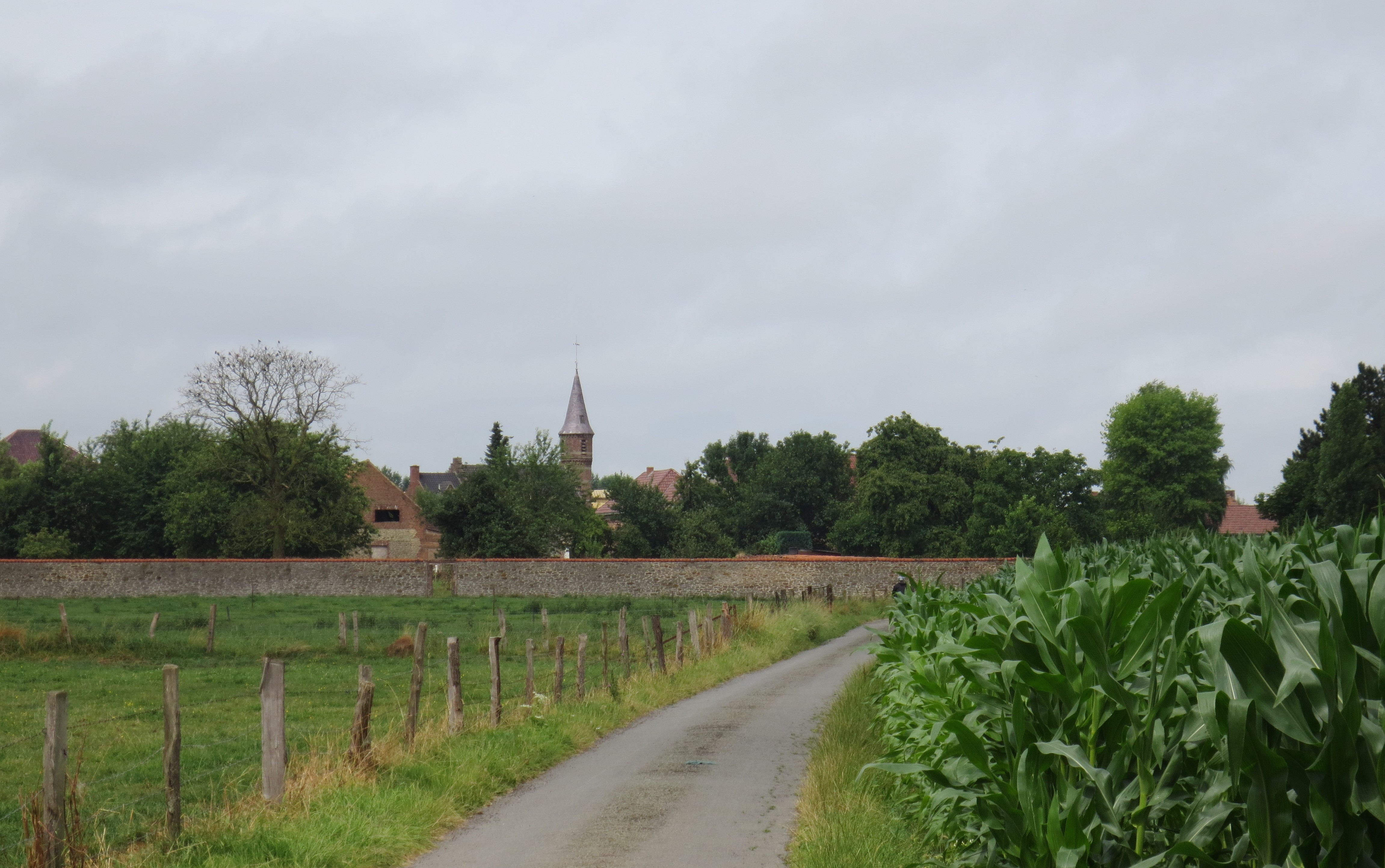
Le village.
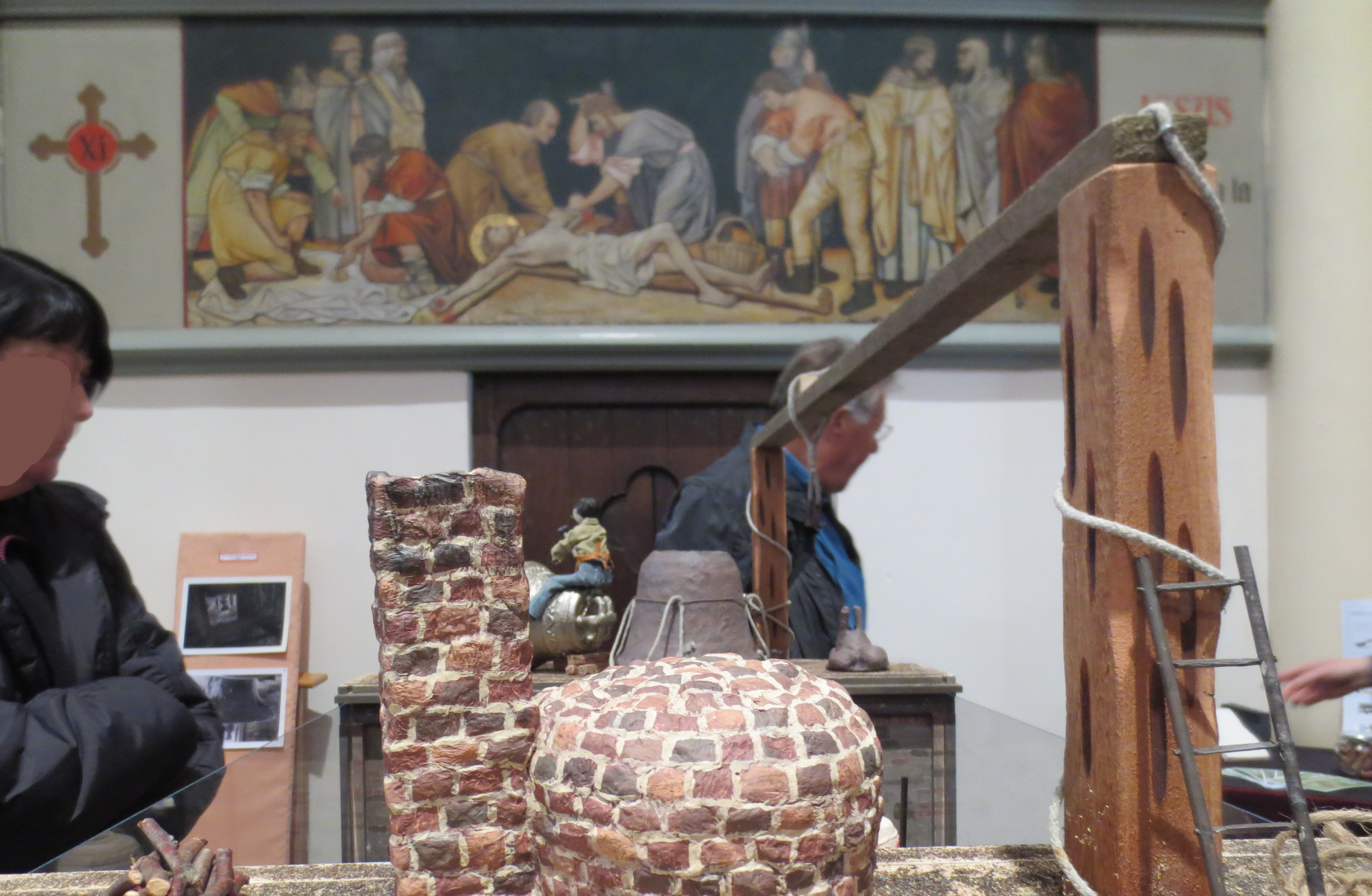
L'église.
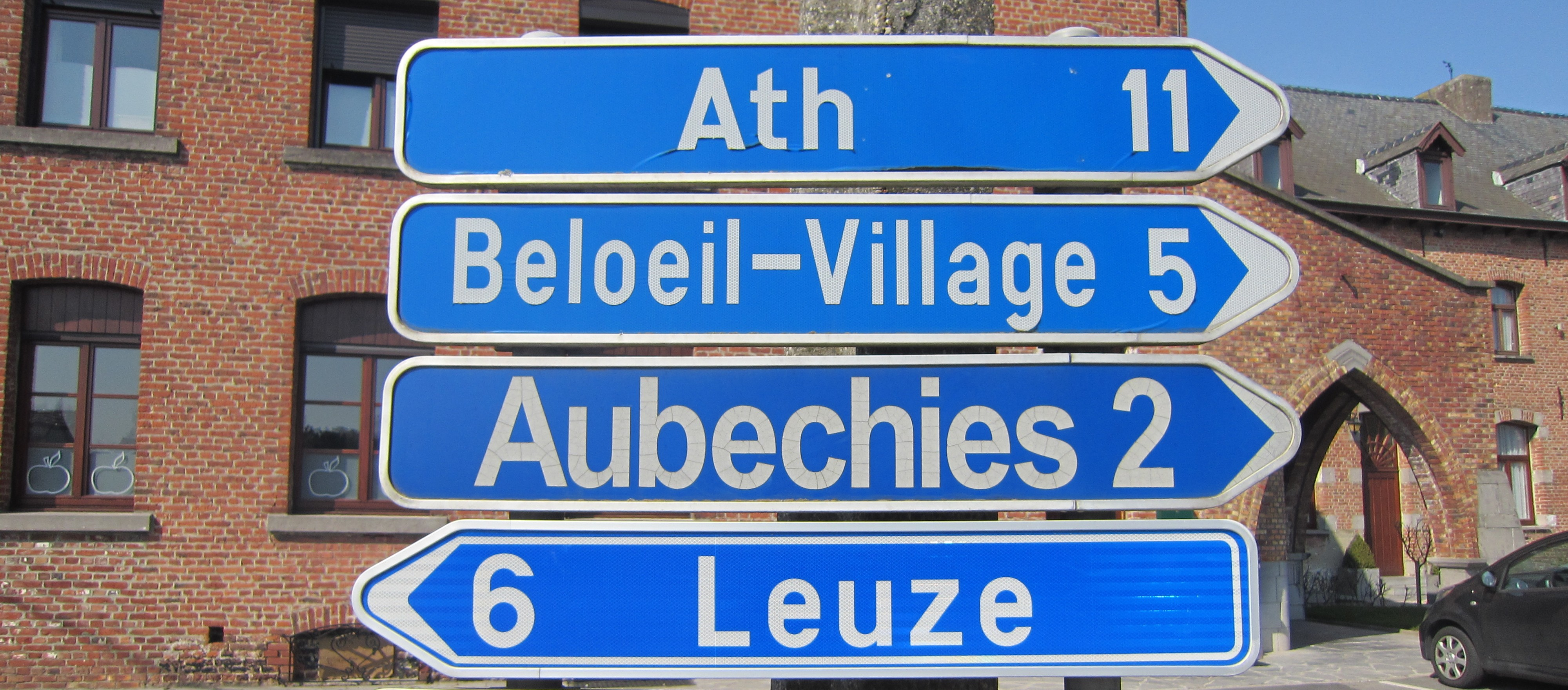
La signalisation.